# Сараджишвілі Давид Захарович
Давид Захарович Сараджишвілі (Сараджев; груз. დავით ზაქარიას ძე სარაჯიშვილი; 1848–1911) — грузинський вчений, підприємець і меценат. Засновник кількох коньячних заводів, серед яких Тбіліський, Єреванський, Кизлярський та Каларашський.

## Біографія
Давид Сараджишвілі народився 28 жовтня 1848 року в Тифлісі. Батько — купець Захар Давидович Сараджишвілі (1810—1880). Мати — Єлизавета Саванелі. Сестри — Катерина та Марія.
У 1866 році він з відзнакою закінчив Першу класичну гімназію Тифліса. Після чого вступив на факультет природознавства Петербурзького університету, проте через рік продовжив навчання в Німеччині в Гейдельберзькому університеті. Закінчив університет у 1871 році, отримавши ступінь доктора хімічних та філософських наук .
Після навчання вивчав сільське господарство в німецьких містах Гоффенгайм та Галле. З 1878 по 1879 вивчав виноробство у Франції, де познайомився з виноградарем Жаном Батистом Камю, засновником Коньячного Будинку Камю, який надалі допомагав Сараджишвілі технічними засобами для виробництва коньяку. В 1880 Сараджишвілі повернувся в Тифліс. У травні 1880 року помер його батько і залишив спадок у розмірі 700 000 рублів. Восени 1880 року Сараджишвілі одружувся з Катериною Поракішвілі. Подружжя у шлюбі дітей не мало.
На початку 1880-х років Сараджишвілі подорожує, вивчаючи роботу підприємств з виробництва міцного алкоголю. У 1884-85 роках заклав фундамент під будівництво майбутнього Тбіліського коньячного заводу, який відкрився у 1888 році. В 1885 Сараджишвілі разом зі своїм тестем Іваном Поракішвілі купив у Дагестані винокурні цехи і створив Кизлярський коньячний завод. Також 1885 року в Тифлісі Сараджишвілі побудував ректифікаційний завод з перегонки фруктової та виноградної горілки. У 1887 році у Тифлісі відкрив лікерний завод. У1894 відкрив коньячний завод в Єревані, в 1895 в Калараші, а 1896 в Баку. Також він володів горілчаним заводом у Владикавказі.
Сараджишвілі першим на своїх підприємствах у Російській імперії почав виготовляти коньяк шляхом витримування виноградного спирту в бочках із гірського кавказького дуба. Підприємства Сараджишвілі займали майже монопольне становище у Російській імперії. Загальний обсяг продукції в 1890 становив — майже 218 тисяч пляшок, а в 1910—600 тисяч пляшок .

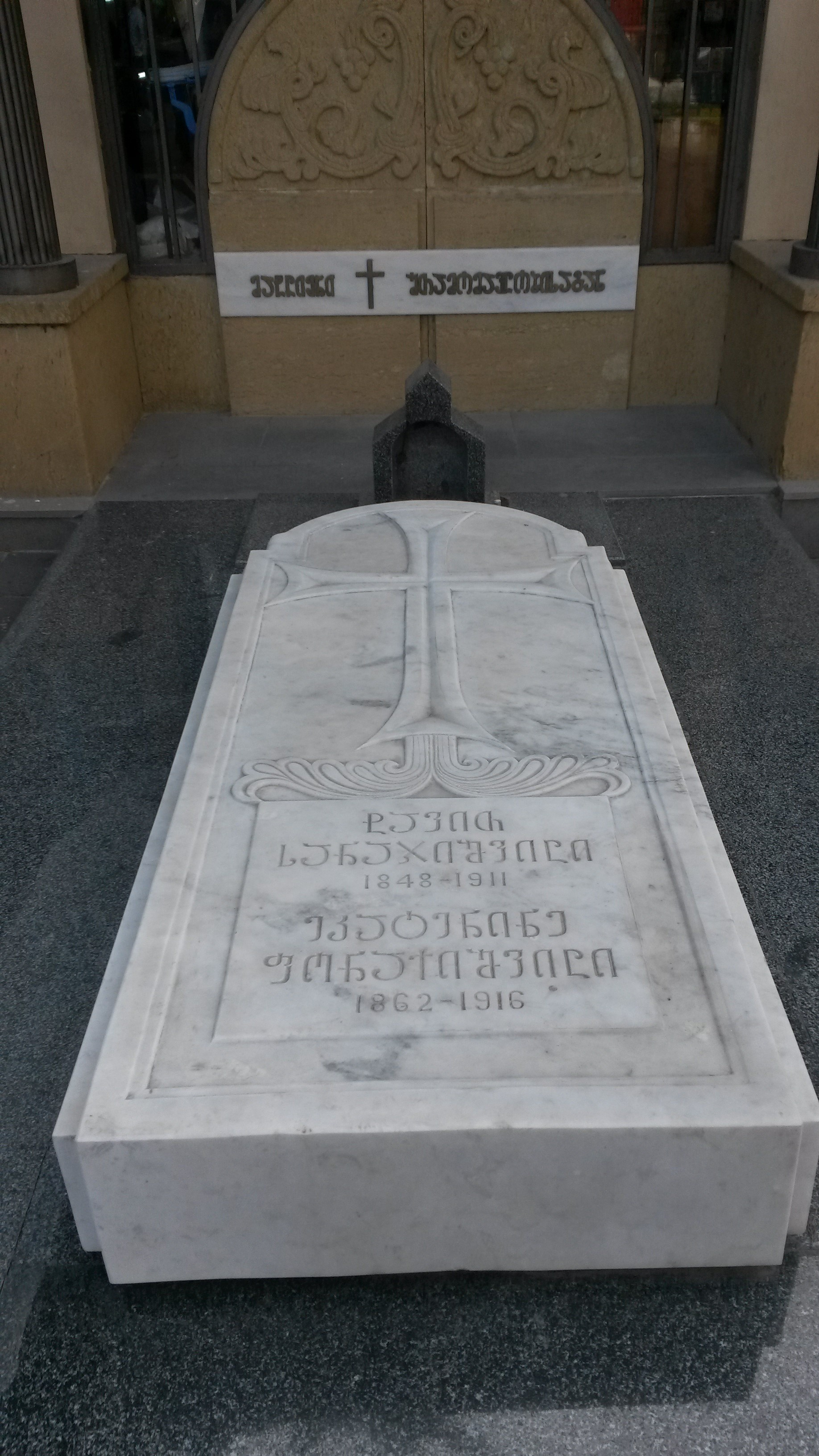
Могила Сараджишвілі біля церкви Кашветі

За заслуги у виробництві алкогольних напоїв Сараджишвілі отримав звання комерції радник, а в 1913 його компанія отримала звання «Постачальник двору Його Імператорської Величності» .
В останні роки Сараджишвілі був тяжко хворий — у нього виявили рак. Помер 20 червня 1911 року. Похоронна служба пройшла у храмі Сіоні. Промову на похоронній процесії вимовив поет Акакій Церетелі. Сараджишвілі був похований на Дідубійському пантеоні . У 1938 році рештки подружжя був переміщені на нове місце. З ініціативи засновника та президента акціонерного товариства «Сараджишвілі» Гуджі Бубутеїшвілі в 1995 році рештки Давида Сараджишвілі та Катерини Поракішвілі були перепоховані біля церкви Кашветі .

## Благодійність
Давид Сараджишвілі займався благодійністю, підтримував багатьох відомих грузинських художників та музикантів. Сараджишвілі був ініціатором створення комітету, який займався фінансуванням талановитої молоді та видавав стипендії на здобуття освіти у Росії та за кордоном. Серед стипендіатів Сараджишвілі були композитори Захар Паліашвілі, Дмитро Аракішвілі, Мелітон Баланчивадзе, Коте Поцхверашвілі, Іа Каргаретелі; художники Георгій Габашвілі, Мойсей Тоїдзе, Григол Месхі; скульптор Яків Ніколадзе; співаки Вано Сараджишвілі, Валеріан Кашакашвілі; вчений Філіппе Гогічашвілі; майбутній грузинський патріарх Калістрат . Спонсував археологічні розкопки під керівництвом Еквтіме Такаїшвілі. Також Сараджишвілі був меценатом будівництва будівлі дворянської гімназії (зараз Тбіліський державний університет) .
Надавав допомогу грузинським соціал-демократам, зокрема 1910 року, за даними департаменту поліції, виділяв щомісячну стипендію у розмірі 150 рублів політику Ною Жорданії.